# Agha Saleem
Pour les articles homonymes, voir Saleem.
Agha Saleem (en sindhi : آغا سليم), né à Shikarpur (Pakistan) le 7 avril 1935 et mort à Karachi (Pakistan) le 12 avril 2016, est un écrivain, romancier, poète et intellectuel pakistanais.

## Biographie
Agha Saleem intègre Radio Pakistan où il finit sa carrière comme directeur de la station. Après sa retraite, il se lance dans le journalisme et occupe le poste de rédacteur en chef du Daily Sach. Il meurt après une longue maladie.

## Récompenses et distinctions
Il a obtenu le prix Shah Latif à deux reprises et a reçu le Pride of Performance en 2005.